# Ндвандве
Ндвандве — народ, що розмовляє банту і нгуні та населяє південну Африку. Вони також відомі як нхумало.
Ндвандве разом з Мтетва були значною державою в сучасному Зулуленді на межі ХІХ століття. Під керівництвом короля Звіде нація Ндвандве знищила Мтетва під своїм королем Дінгісвайо, а вакуум влади заповнили Шака Зулу та плем'я зулу. На спільному фронті проти ндвандве Шака зібрав залишки мтетва та інших регіональних племен і пережив першу зустріч громадянської війни Зулу зі Звіде в битві на пагорбі Гкоклі в 1818 році.
У 1819 році Звіде здійснив ще одну експедицію проти зулусів, але Шака знову змінив свою тактику, дозволивши армії Ндвандве проникнути на його територію та відповівши партизанською війною. Нестача припасів змусила Ндандве повернутися додому, але коли вони перетинали річку Млатузе на початку 1820 року, їхні сили були розділені та розгромлені в битві на річці Млатузе.
Це призвело до розпаду нації Ндвандве, оскільки генерали та сини Звіде повели частини Ндвандве на північ. Одна така група під керівництвом Сошангане сформувала імперію Газа в сучасному центральному Мозамбіку, а інша під керівництвом Звангендаби встановила правління як ваНгоні в сучасному Малаві. Інші зарекомендували себе як відомі вожді в Свазіленді та Замбії, щоб створити спадщину Ндвандве, що має міцну силу, яка розкидана по Південній Африці.
Вони говорять на діалектах нгуні, а офіційними мовами їхніх націй є англійська в Замбії та Зімбабве та португальська в Мозамбіку.